# Au bout de l'arc-en-ciel
Au bout de l'arc-en-ciel (titre original : At the Rainbow's End) est une nouvelle américaine de Jack London publiée aux États-Unis en 1901.

## Historique
La nouvelle est publiée initialement dans le périodique The Pittsburg Leader en mars 1901, avant d'être reprise dans le recueil Le Dieu de ses pères en mai 1901.

## Éditions

### Éditions en anglais
- At the Rainbow's End, dans le périodique The Pittsburg Leader, 24 mars 1901.
- At the Rainbow's End, dans le recueil The God of his Fathers & Other Stories, New York ,McClure, Phillips & Co., 1901

### Traductions en français
- Au bout de l'arc-en-ciel, traduit par M. S. Joubert, in Le Fils du loup, Paris, L’Édition Française illustrée, 1920.
- Au bout de l'arc-en-ciel, traduit par François Specq, Gallimard, 2016[1].

## Sources
- « Bibliographie de Jack London », sur jack-london.fr (consulté le 20 décembre 2023)